# Pokrivács
Pokrivács (szlovákul Pokryváč) község Szlovákiában, a Zsolnai kerületben, az Alsókubini járásban.

## Fekvése
Alsókubintól 8 km-re keletre, az Árvai-hegységben fekszik.

## Története
A 16. században a vlach jog alapján telepítették, az árvai uradalomhoz tartozott. 1593-ban „Rastoczna” néven említik először. 1596-ban „Nova Osada”, 1598-ban „Pokrywacz” alakban szerepel az írott forrásokban. A falu a kuruc harcokban elpusztult. 1715-ben mintegy 160-an lakták. 1778-ban 302 volt a lakosság száma.
A 18. század végén Vályi András így ír róla: „POKRIVÁCS. Tót falu Árva Vármegyében, ’s az Árvai Uradalomhoz tartozik, lakosai katolikusok, és evangelikusok, fekszik Puczóhoz közel, mellynek filiája, határja közép termékenységű, más javai is olly formák, második osztálybéli.”
1828-ban 51 házában 302 lakos élt. Lakói neves kőfaragók voltak, emellett állattartással, szövéssel, faárukészítéssel foglalkoztak.
Fényes Elek 1851-ben kiadott geográfiai szótárában így ír a faluról: „Pokrivács, tót falu, Árva vgyében, 65 kath., 237 evang. lak. 29 1/8 sessió. Földje felette sovány, s csak zabot terem, és még is erdeje különös magosságú fenyőfákból áll. Lakosai a gyalog fenyőből sok borovicskát készitenek, s messze hordják. F. u. az árvai uradalom.”
A trianoni diktátumig Árva vármegye Alsókubini járásához tartozott.
1933-ban az egész falu leégett.

## Népessége
| Év:            | 1994. | 2004.   | 2014.   | 2024.   |
| -------------- | ----- | ------- | ------- | ------- |
| Emberek száma: | 176   | 187     | 174     | 185     |
| Eltérés:       |       | +6,25 % | -6,95 % | +6,32 % |

| Év:            | 2023. | 2024.   |
| -------------- | ----- | ------- |
| Emberek száma: | 183   | 185     |
| Eltérés:       |       | +1,09 % |

1910-ben 203, túlnyomórészt szlovák anyanyelvű lakosa volt.
2001-ben 193 szlovák lakosa volt.
2011-ben 178 lakosa volt, mindegyik szlovák.

## Külső hivatkozások
- Községinfó
- Pokrivács Szlovákia térképén
- Pokrivács az árvai régió honlapján
- E-obce.sk Archiválva 2008. október 5-i dátummal a Wayback Machine-ben